# ماريا فيرناندا كانديدو
ماريا فيرناندا كانديدو (بالبرتغالية: Maria Fernanda Cândido‏) هي ممثلة وعارضة أزياء برازيلية ولدت في يوم 21 مايو 1974 في مدينة لوندرينا في ولاية بارانا في البرازيل، مثلت دور باولا في مسلسل جوليانا في سنة 1999.

## وصلات خارجية
- ماريا فيرناندا كانديدو على موقع IMDb (الإنجليزية)
- ماريا فيرناندا كانديدو على موقع روتن توميتوز (الإنجليزية)
- ماريا فيرناندا كانديدو على موقع ألو سيني (الفرنسية)
- ماريا فيرناندا كانديدو على موقع أول موفي (الإنجليزية)
- ماريا فيرناندا كانديدو على موقع قاعدة بيانات الفيلم (الإنجليزية)

- ماريا فيرناندا كانديدو على قاعدة بيانات الأفلام على الإنترنت